# Hana Čutura
Hana Čutura (ur. 10 marca 1988 w Zagrzebiu) – chorwacka siatkarka, grająca na pozycji przyjmującej lub atakującej, reprezentantka kraju. Od grudnia 2020 roku występuje we włoskiej Serie A2, w drużynie Cda Volley Talmassons.
Jej ojciec Zoran był koszykarzem, reprezentował Jugosławię, a później Chorwację.

## Sukcesy klubowe
Mistrzostwo Chorwacji:
- 2003, 2004, 2005, 2006

Puchar Chorwacji:
- 2004

Mistrzostwo Azerbejdżanu:
- 2016

Superpuchar Polski:
- 2017

Puchar Polski:
- 2018

Mistrzostwo Polski:
- 2018

Mistrzostwo Francji:
- 2019

## Sukcesy reprezentacyjne
Mistrzostwa Europy Kadetek:
- 2003